# Jakutsk
Jakutsk (russisch Яку́тск, jakutisch Дьокуускай/Djokuuskaj) ist die Hauptstadt und größte Stadt der Teilrepublik Sacha (Jakutien) im russischen Föderationskreis Fernost. Sie hat 367.667 Einwohner (Stand 2024) und liegt am Fluss Lena, etwa 450 Kilometer südlich des Polarkreises. Die nach dem Volk der Jakuten benannte Stadt hat ein ähnliches Klima wie das knapp 700 Kilometer entfernte Oimjakon, der Kältepol der bewohnten Gebiete der Erde, gilt daher als kälteste Großstadt, und ist eine der wenigen Städte in der durchgängigen Permafrostzone.
Jakutsk liegt in der Mitteljakutischen Niederung und ist ein wichtiger Hafen am Fluss Lena, was die Stadt zum wirtschaftlichen Zentrum des russischen Nordostens macht. Dank der Bergbauindustrie, insbesondere dem Diamanten- und Kohleabbau, hat sich Jakutsk trotz aller klimatischer Widrigkeiten von einem abgelegenen Dorf zu einer der am schnellsten wachsenden regionalen Städte Russlands entwickelt. Die Stadt wird sowohl vom Flughafen Jakutsk als auch vom kleineren Flughafen Magan angeflogen und bildet so auch den wichtigsten Verkehrsknoten der Teilrepublik.

## Geographie
Jakutsk ist die Hauptstadt Jakutiens und liegt im Zentrum der Republik am linken Ufer der Lena, dem wichtigsten Strom Ostsibriens, dessen Lauf in der Nähe der Stadt seinen östlichsten Punkt erreicht. Als Teil der Mitteljakutischen Niederung ist die Gegend um Jakutsk von Sümpfen, dem borealen Nadelwald (Taiga) und der Tundra geprägt. Die Entfernung nach Moskau beträgt knapp 4900 Kilometer (Luftlinie) und die Zeitverschiebung sechs Stunden. Jakutsk zählt zu den abgelegensten Großstädten Russlands. Die nächstgelegenen Großstädte wie Blagoweschtschensk (1315 km) oder Tschita (1475 km) befinden sich jeweils weit über 1000 Kilometer weiter südlich in klimatisch und verkehrstechnisch günstigeren Regionen. Die extremen klimatischen Bedingungen bedeuten in vielerlei Hinsicht eine Herausforderung. So müssen etwa die meisten Häuser auf Betonstelzen gebaut werden, damit sie den darunterliegenden Permafrostboden nicht durch Auftauung destabilisieren. Um Trinkwasser aus Grundwasser zu gewinnen, müssen Brunnen gebohrt werden, die die hunderte Meter dicke Permafrostschicht durchbrechen. Das Wasser wird heute aber hauptsächlich der Lena entnommen.
Die Stadt wird von der Lenin-Allee durchzogen.

## Klima
In Jakutsk herrschen extreme kontinentale Klimaverhältnisse: Im Januar, dem kältesten Monat des Jahres, liegt die mittlere Temperatur bei −43,2 °C. Häufig lässt man Motoren im Winter ununterbrochen laufen, da sie ansonsten aufgrund der Außentemperaturen beschädigt oder am Morgen bei Temperaturen von unter −50 °C nicht mehr anspringen würden. Schulfrei gibt es je nach Schulart erst unterhalb von −45 °C. Im Sommer hingegen steigen die Temperaturen nicht selten auf über 30 °C (in seltenen Fällen wurden schon +38 °C gemessen). Das Julimittel liegt mit 18,8 °C sogar über dem entsprechenden Wert in Deutschland (ca. 18 °C).
|                       | Jan   | Feb   | Mär   | Apr   | Mai  | Jun  | Jul  | Aug  | Sep  | Okt   | Nov   | Dez   |   |       |
| Mittl. Tagesmax. (°C) | −36,0 | −30,4 | −13,8 | 0,7   | 12,9 | 21,7 | 25,2 | 21,7 | 11,6 | −4,1  | −25,0 | −34,6 | ⌀ | −4    |
| Mittl. Tagesmin. (°C) | −44,9 | −41,7 | −29,5 | −13,5 | 0,4  | 8,1  | 11,7 | 8,6  | 0,2  | −12,9 | −33,8 | −42,8 | ⌀ | −15,7 |
|                       |       |       |       |       |      |      |      |      |      |       |       |       |   |       |
| Niederschlag (mm)     | 9     | 7     | 6     | 10    | 18   | 37   | 39   | 37   | 29   | 20    | 16    | 12    | Σ | 240   |
|                       |       |       |       |       |      |      |      |      |      |       |       |       |   |       |
| Sonnenstunden (h/d)   | 0,6   | 3,4   | 7,5   | 9,1   | 9,8  | 11,1 | 11,2 | 8,8  | 5,8  | 3,4   | 2,0   | 0,4   | ⌀ | 6,1   |
|                       |       |       |       |       |      |      |      |      |      |       |       |       |   |       |
| Regentage (d)         | 2     | 2     | 2     | 3     | 4    | 7    | 7    | 6    | 5    | 6     | 6     | 4     | Σ | 54    |
|                       |       |       |       |       |      |      |      |      |      |       |       |       |   |       |
| Luftfeuchtigkeit (%)  | 74    | 75    | 73    | 64    | 57   | 60   | 62   | 69   | 72   | 80    | 78    | 75    | ⌀ | 69,9  |

| −44,9 |

| −41,7 |

| −29,5 |

| −13,5 |

| 0,4 |

| 8,1 |

| 11,7 |

| 8,6 |

| 0,2 |

| −12,9 |

| −33,8 |

| −42,8 |

| −44,9 |

| −41,7 |

| −29,5 |

| −13,5 |

| 0,4 |

| 8,1 |

| 11,7 |

| 8,6 |

| 0,2 |

| −12,9 |

| −33,8 |

| −42,8 |

## Geschichte

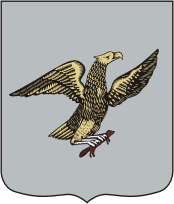
Altes Wappen von Jakutsk (1790)

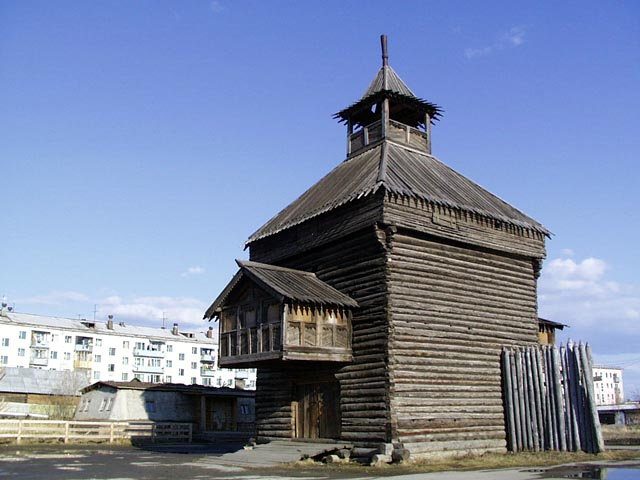
Turm des Ostrogs (2002 abgebrannt)

Das Gebiet von Jakutsk war schon lange vor dem Beginn der russischen Kolonisierung bewohnt. Archäologischen Daten zufolge (auf dem Territorium der Stadt wurden mehr als 200 archäologische Stätten erforscht) wird die älteste von ihnen – die Yubileinaya-Stätte – auf ein Alter von bis zu 10.000 Jahren geschätzt. Die Jakuten kamen ab dem 13. Jahrhundert von Zentralasien kommend in die Gegend. Im Gegensatz zu allen anderen Turkvölkern sind die Jakuten nicht den südlichen oder westlichen Routen gefolgt, sondern wanderten nach Nordosten ins Tal der Lena, was gleichzeitig die letzte der großen Migrationen turksprachiger Bevölkerungsgruppen aus Zentralasien war.
Mit dem Eintreffen russischer Kosaken entstand Mitte des 17. Jahrhunderts ein Ostrog am Lena-Ufer, also eine von einem Palisadenzaun umgebenen Siedlung, wie sie im Zuge der russischen Eroberung Sibiriens vielerorts gegründet wurden. Dieser Ostrog wurde 1632 von einer Kosakeneinheit unter Pjotr Beketow auf der rechten Seite des Flusses errichtet und 1643 auf die linke verlegt.
Im ersten Jahrhundert nach der Stadtgründung lebten in Jakutsk fast ausschließlich Russen und verbannte Gefangene. Der verbannte Pole  Ludwik Sienicki erforschte als Erster den Glauben und die Sitten der indigenen Bevölkerung der Lena-Region. Ab Mitte des 18. Jahrhunderts siedelten sich jedoch auch Jakuten in der Stadt an. Im 19. Jahrhundert stellten sie bereits ein gutes Drittel der Bevölkerung. Nach Ergebnissen der Volkszählung 2010 machen Jakuten die Mehrheit der Bevölkerung aus.
Seit seiner Gründung war Jakutsk das Zentrum der Lena-Region und der Ausgangspunkt für eine Vielzahl von Expeditionen zur Erkundung Sibiriens. In deren Verlauf weilten in der Stadt unter anderem Semjon Deschnjow, Vitus Bering und Ferdinand von Wrangel.
Während des Russischen Bürgerkriegs wurde Jakutsk im Sommer 1918 von der Weißen Armee eingenommen und blieb bis zum Dezember 1919 unter deren Herrschaft.
2004 wurden die städtischen Siedlungen Kangalassy und Marcha nach Jakutsk eingemeindet.

## Bevölkerungsentwicklung
| Jahr | Einwohner |
| ---- | --------- |
| 1897 | 006.535   |
| 1926 | 010.558   |
| 1939 | 052.882   |
| 1959 | 074.330   |
| 1970 | 107.617   |
| 1979 | 152.368   |
| 1989 | 186.626   |
| 2002 | 210.642   |
| 2010 | 269.601   |
| 2020 | 322.987   |

Anmerkung: Volkszählungsdaten

## Wirtschaft und Infrastruktur

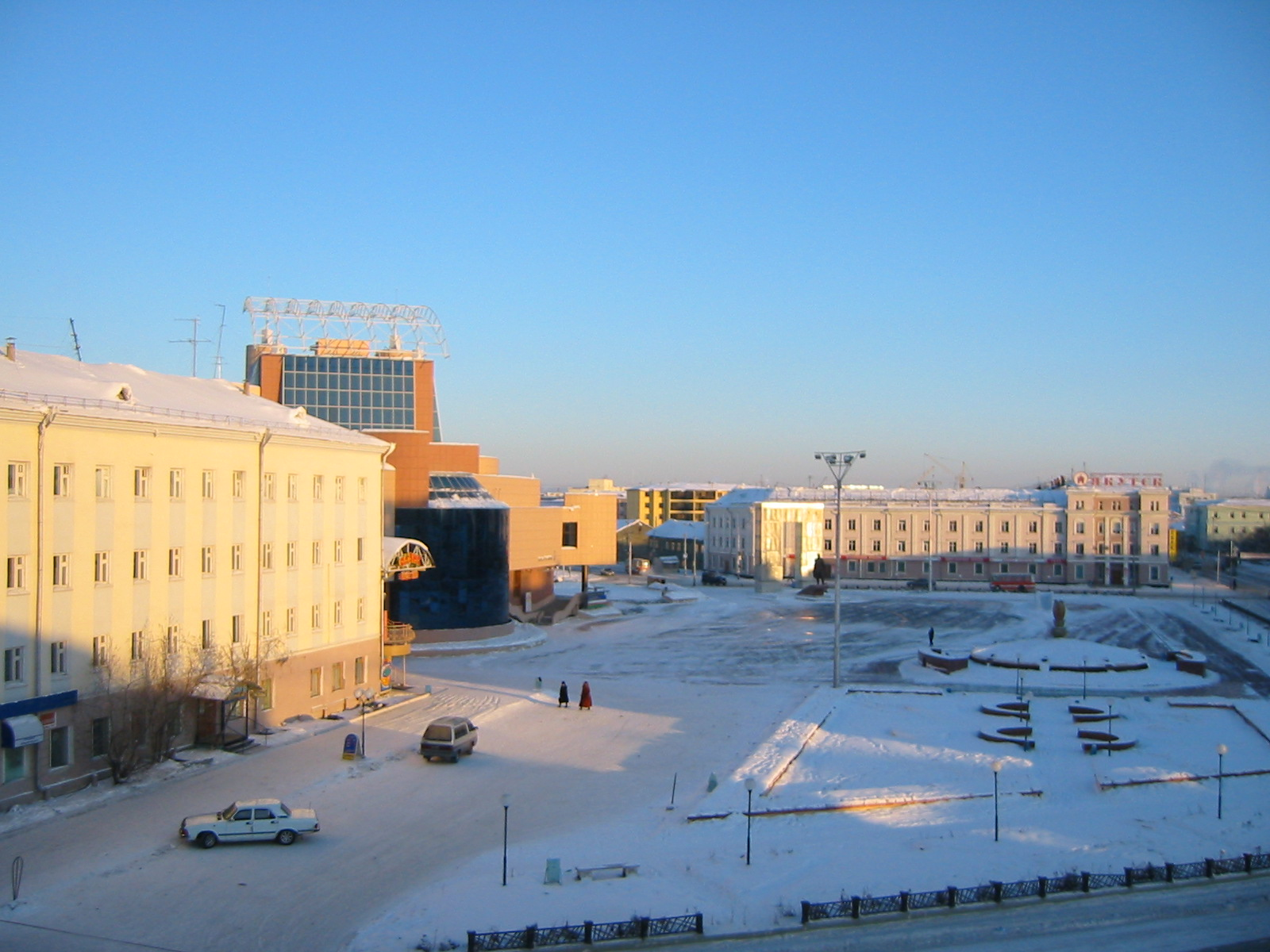
Theater in Jakutsk

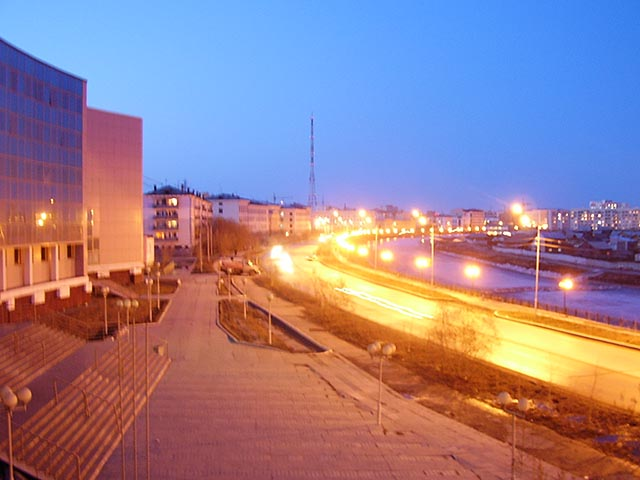
Jakutsk, Kulakowskistraße (links: Universitätsgebäude)

Wie in der gesamten Republik Sacha dominiert in Jakutsk die Bergbauindustrie, insbesondere der Abbau und die Verarbeitung von Kohle, Gold und Diamanten, wobei Jakutsk eher das Verwaltungszentrum darstellt. In Jakutien wird etwa ein Fünftel der weltweiten Menge an Diamanten gefördert. Die im Umland gewonnenen Rohstoffe werden in Jakutsk in die ganze Welt exportiert. Das Exportvolumen belief sich 2021 auf 5,55 Mrd. US-Dollar und war damit das 16. größte von den 85 föderalen Subjekten Russlands, obwohl es 2022 stark zurückging (unter 1 Mrd. USD).
Die wichtigste Verbindung zur Außenwelt stellt der Flusshafen von Jakutsk dar, über den der Großteil des Güterverkehrs läuft. Die Frachtschiffe starten in der Regel in Ust-Kut, dem größten Flusshafen Russlands. Darüber hinaus verbindet der Flusspersonenverkehr die Stadt mit den restlichen Siedlungen Jakutiens im Lena-Becken, wie Oljokminsk, Sangar oder Tiksi.
Jakutsk ist nur indirekt an das russische Straßen- und Eisenbahnnetz angeschlossen, da die Verkehrsverbindungen (Fernstraße A360 Lena) am gegenüberliegenden Ufer der Lena im benachbarten Nischni Bestjach enden. Derzeit gibt es noch keine Brücke über die Lena in Jakutsk. Auch wenn diese seit Jahren in Planung ist, wurde der Bau immer wieder verschoben, weshalb im Sommer Fähren und im Winter Eisstraßen herhalten müssen. Aktuelle Planungen sehen die Fertigstellung der Brücke für 2028 vor. Sie soll etwa 40 Kilometer weiter nördlich an einer engeren Stelle der Lena entstehen. Jakutsk ist außerdem Endpunkt der Fernstraße A331 Wiljui, welche bei ihrer Fertigstellung bis nach Irkutsk verlaufen soll. Der bisher bestehende Abschnitt erschließt den Westen der Republik Sacha und endet in der Bergbaustadt Mirny, von wo aus die Strecke in Zukunft bis nach Ust-Kut gebaut werden soll, wo sie auf das bestehende Straßennetz der Oblast Irkutsk treffen würde. In Richtung Osten startet bei Jakutsk die Fernstraße R504 Kolyma, die bis nach Magadan am Ochotskischen Meer reicht.
Die Eisenbahnverbindung ist Teil der Amur-Jakutsk Magistrale, einer Nebenstrecke der Baikal-Amur-Magistrale, die zunächst die Kohleminen von Nerjungri anschloss und 2011 Nischni Bestjach erreichte.

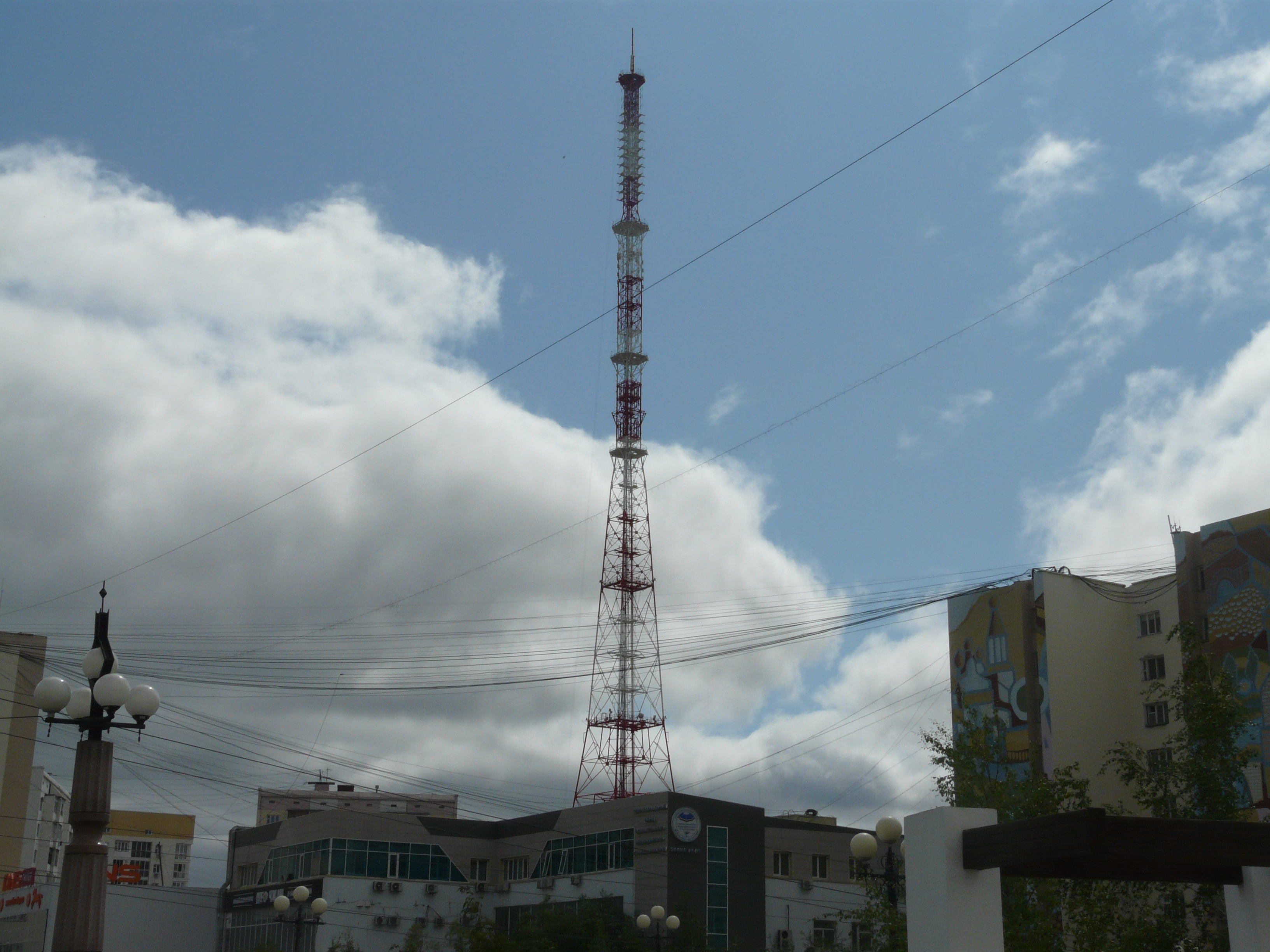
Die Stadt beherbergt auch das höchste Gebäude in der Republik Sacha Jakutien, den Fernsehturm Jakutsk

Der Flughafen Jakutsk ist das Luftfahrtdrehkreuz des gesamten russischen Nordostens und Sitz von Yakutia Airlines, einer regionalen Fluggesellschaft, die neben Verbindungen nach Moskau, Novosibirsk, Irkutsk etc. auch die entlegenen Dörfer der Teilrepublik ansteuert, wo der Luftverkehr oft die einzige regelmäßige Verbindung an die Außenwelt darstellt. Auch Aeroflot und S7 Airlines fliegen Jakutsk regelmäßig an. Wie in Sibirien üblich spielt auch der Personentransport per Helikopter eine wichtige Rolle. Regionalflüge werden auch über den kleineren Flugplatz Magan, westlich der Stadt durchgeführt.

## Wissenschafts- und Kultureinrichtungen
In Jakutsk gibt es einen Sitz der Jakutischen Akademie der Wissenschaften sowie der Sibirischen Filiale der Russischen Akademie der Wissenschaften. Jakutsk besitzt eine Universität und verschiedene spezialisierte Hochschulen. In der Stadt befindet sich die Nationalbibliothek der Republik Sacha.
Es gibt ein Heimatkundemuseum, das Nationalmuseum für bildende Künste sowie an der Universität ein Museum für Archäologie und Ethnographie. Das Maultrommelmuseum besitzt eine internationale Sammlung von Maultrommeln und veranstaltet Konzerte für die Maultrommel Khomus, die ein wesentliches Element der nationalen Musikkultur darstellt.
Im September 2020 wurde das Gagarin-Zentrum für Kultur und zeitgenössische Kunst im Bezirk Gagarin in Jakutsk eröffnet.

## Sport
Der Fußballverein der Stadt, Jakutija Jakutsk, spielte in der Saison 2015/16 in der 2. Division Ost. Die World University Boxing Championships 2014 wurden in Jakutsk ausgetragen.

## Städtepartnerschaften
- Changwon, Südkorea
- Harbin, Volksrepublik China
- Fairbanks, Vereinigte Staaten
- Murayama, Japan
- Yellowknife, Kanada

## Söhne und Töchter der Stadt
- Iwan Kosyrewski (1680–1734), Forschungsreisender
- Gerassim Ismailow (1745–nach 1795), Steuermann und Forschungsreisender
- Jelena Kon (1893–1968), Publizistin und Literaturkritikerin
- Stanislaw Seljanin (* 1936), Eisschnellläufer
- Juri Schewtschenko (* 1947), Politiker und Mediziner
- Irek Sinnurow (* 1969), Wasserballspieler
- Sardana Trofimowa (* 1988), kirgisisch-russische Langstreckenläuferin
- Artjom Sokolow (* 2003), Fußballspieler